# Пливачки савез Србије
Пливачки савез Србије је управно тело пливања у Србији. Своју делатност остварује директно и преко три регионална савеза: Пливачког савеза Војводине, Пливачког савеза Београда и Пливачког савеза Централне Србије.
Независна је спортска организација, чланица ЛЕН (Европске пливачке лиге), ФИНА (Међународне пливачке федерације), Спортског савеза Србије и Олимпијског комитета Србије.
Савез је основан 1904. године, седиште му је у Београду, а од 31. јануара 2024. године на његовом челу као председница је Снежана Жугић.